# Kartimandua
Kartimandua (Cartimandua, Cartismandua) – królowa brytyjskiego plemienia Brygantów (Yorkshire) ok. 43–69 n.e., pierwsza w brytyjskiej historii, która odegrała znaczną rolę w polityce całej wyspy. Jej dziadkiem był król Bellnorix.  

## Imię
Jej imię mogło zostać stworzone z celtyckiego źródłosłowu carti- „ścigać, gonić, wydalać” oraz mandu- „kucyk”. Imię mogło oznaczać zadbanego kucyka.

## Życiorys
Wiadomości o niej pochodzą z pism Publiusza Korneliusza Tacyta. Stąd wiadomo, że Bryganci zamieszkujący tereny północnej Anglii byli największym plemieniem na Wyspach Brytyjskich. Kartimandua została ich królową podczas najazdu Rzymian na Wyspy Brytyjskie w 43 n.e. za panowania cesarza Klaudiusza. Wraz z jedenastoma innymi plemionami zawarła z Rzymianami pokój, co opisano w inskrypcji na Łuku Klaudiusza. Traktatowa lojalność wobec Rzymu stwarzała tym plemionom pewną autonomię na zasadach państwa klienckiego.
W 48 n.e. wojska rzymskie pomogły jej zażegnać konflikty wewnątrz plemienia.
W 51 n.e. wódz plemienia Katuwelaunów – Karatakus, ostatecznie pokonany przez Rzymian, szukał schronienia u Brygantów. Kartimandua podjęła jednak decyzję o wydaniu go Rzymianom, co znacznie osłabiło jej popularność wśród współplemieńców. Za tę oznakę lojalności otrzymała jednak od Rzymian odpowiednie wynagrodzenie oraz zobowiązanie do udzielenia zbrojnej pomocy przeciwko jakimkolwiek wrogom. Biła monetę z własnym wizerunkiem.
Między rokiem 52 a 57 Ventius, mąż Kartymandui, z którym współrządziła, dwukrotnie próbował ją odsunąć od władzy. W tym czasie rozwiedli się, a Kartimandua rządziła samodzielnie.  Ventius kontrolował duże obszary północnej Brytanii, a Kartimandua uzyskała potwierdzenie panowania nad Brygantami od cesarza Klaudiusza. Interweniujący w sprawie Kartimandui Rzymianie wysłali pomoc wojskową, najpierw oddziały pomocnicze, a następnie Legion IX Hispana pod dowództwem Cezjusza Naziki. Dzięki ich wsparciu Kartimandua była w stanie utrzymać się przy władzy. Za tę pomoc odwdzięczyła się po wybuchu powstania pod wodzą Budyki, nie uczestnicząc w nim, co umożliwiało zabezpieczenie sił rzymskich od północy.
Możliwe, że Kartimandua i Ventius pogodzili się i współrządzili do roku 69, kiedy to królowa związała się z dawnym giermkiem Ventiusa, Vellocatusem. Inne opracowania przekazują informację, że związała się z Vellocatusem ok. 60 n.e., może nawet jeszcze przed powstaniem Budyki. Według Tacyta nienawiść upokorzonego Venutiusa dodatkowo wzbudziło uwięzienie przez królową jego braci i krewnych. Jego stronnicy na wezwanie najechali królestwo Kartimandui. Ventius wykorzystał moment chaosu politycznego po zgonie Nerona w 69 n.e., podżegając Brygantów do buntu przeciw królowej. Mimo ponownego zwrócenia się o pomoc do Rzymian, Kartimandua nie otrzymała wsparcia. Przysłane wojska pomocnicze (auxilia) nie zdołały stłumić rebelii, wskutek czego Kartimandua utraciła tron i ostatecznie osiadła w rzymskim forcie Deva (obecnie Chester). Dwa lata później Rzymianie zajęli Brytanię, pokonując Brygantów w bitwie.
W słowach Tacyta na temat Kartimandui pobrzmiewa uprzedzenie autora w stosunku do kobiet. Miała ją motywować żądza, a poddani odrzucili ją ze względu na płeć, mimo że kobiece rządy w czasie epoki żelaza były akceptowane i skuteczne. Opisując przekazanie Kataraktusa Rzymianom, Tacyt określił Kartimanduę jako zdrajczynię. Dalsze jej losy są nieznane.

## W popkulturze
Jej historia została opisana w powieści Barbary Erskine Daughters of Fire. Pojawia się w niewielkiej, ale ważnej roli w książce George'a Shipwaya The Imperial Governor jako kochanka i sojuszniczka dowódcy rzymskiego Swetoniusza Paulinusa.
Została wspomniana w powieści Lindsey Davis The Jupiter Myth, w opisie rządów Sekstusa Juliusza Frontinusa po powstaniu Brygantów.
Wspomniano ją w miniserialu telewizyjnym I, Claudius oraz serialu Britannia.
Jest też główną bohaterką powieści Georginy Hutchinson Cartimandua.
W 2018 w York Dungeon, dawnym lochu przeznaczonym na centrum kulturalno-edukacyjne, poświęcono jej serię przedstawień.